# Стенли куп плејоф 2010.
Стенли куп плејоф Националне хокејашке лиге (НХЛ) који је одигран 2010. године почео је 14. априла а завршен 9. јуна победом Чикаго блекхокса над Филаделфија флајерсима, резултатом 4-2 у финалној серији. Овим тријумфом, Чикаго блекхокси стигли су до свог четвртог Стенлијевог трофеја у овом такмичењу, првог од 1961.
Шеснаест тимова који су се пласирали у плејоф, по осам из обе дивизије, играли су елиминаторни турнир у серијама на четири добијене утакмице кроз четири фазе такмичења (четвртфинале конференције, полуфинале конференције, финале конференције и Стенли куп финале). Овај формат се примењује од плејофа 1999. године.
Центар блекхокса и капитен екипе Џонатан Тејвс добио је на крају плејофа Кон Смајтов трофеј као најкориснији играч елиминационог турнира (МВП).
У овом плејофу забележена су два неочекивана резултата Филаделфија флајерса и Монтреал канадијанса, два последњепласирана носиоца Источне конференције. Флајерси су постали тек трећи тим коме је пошло за руком да добије серију након почетна три пораза (против Бостона у другој рунди). Пре њих то су учинили још Торонто мејпл лифси 1942. и Њујорк ајлендерси у плејофу 1975. године.
У међувремену, Монтреал канадијанси су постали први тим који је као последњи носилац добио серију против првог носиоца, након што су губили са 3-1 после четврта утакмице (против Вашингтон капиталса у првој рунди). Након што су елиминисали и браниоца трофеја, екипу Питсбург пенгвинса, Монтреал је постао и први тим који је као осми носилац стигао до финала Источне конференције од 1994. године, када је први пут примењен овај формат такмичења. Претходно су сличан успех остварили Едмонтон ојлерси који су 2006. године постали шампиони Западне конференције. 
Само зато што су канадијанси били осми носилац, флајерси су постали први тим који је као седми носилац имао предност домаћег терена у неком од конференцијских финала.
У току овог плејофа 18 утакмица је решено тек након једног или више родужетака.

## Учесници плејофа
У плејоф су се пласирали шампиони свих шест дивизија и по пет најбољих екипа из сваке конференције на основу коначне табеле након завршетка регуларног дела сезоне 2009/10, укупно 16 тимова, по осам из сваке конференције. Тимовима су додељене позиције 1-8 на основу пласмана у својој конференцији.
Њу Џерзи девилси (Атлантик), Вашингтон капиталси (Југоисток), Бафало сејберси (Североисток), Чикаго блекхокси (Централ), Сан Хозе шаркси (Пацифик) и Ванкувер канакси (Северозапад) били су шампиони својих дивизија по завршетку лигашког дела сезоне 2009/10. Вашингтон капиталси су освојили и трофеј Президентс као најбоље пласирани тим лигашког дела такмичења (121 бод).
Тимови који су се квалификовали за Стенли куп плејоф 2010. следе испод.
| Шампиони источних дивизија |                                    |        |
| #                          | Клуб                               | Бодови |
| (1)                        | Вашингтон капиталси (Југоисток)    | 121    |
| (2)                        | Њу Џерзи девилси (Атлантик)        | 103    |
| (3)                        | Бафало сејберси (Североисток)      | 100    |
|                            |                                    |        |
| По пласману на Истоку      |                                    |        |
| #                          | Клуб                               | Бодови |
| (4)                        | Питсбург пенгвинси (Атлантик)      | 101    |
| (5)                        | Отава сенаторси (Североисток)      | 94     |
| (6)                        | Бостон бруинси (Североисток)       | 91     |
| (7)                        | Филаделфија флајерси (Атлантик)    | 88     |
| (8)                        | Монтреал канадијанси (Североисток) | 88     |

| Шампиони западних дивизија |                                  |        |
| #                          | Клуб                             | Бодови |
| (1)                        | Сан Хозе шаркси (Пацифик)        | 113    |
| (2)                        | Чикаго блекхокси (Централ)       | 112    |
| (3)                        | Ванкувер канакси (Северозапад)   | 103    |
|                            |                                  |        |
| По пласману на Западу      |                                  |        |
| #                          | Клуб                             | Бодови |
| (4)                        | Финикс којотси (Централ)         | 107    |
| (5)                        | Детроит ред вингси (Северозапад) | 102    |
| (6)                        | Лос Анђелес кингси (Централ)     | 101    |
| (7)                        | Нешвил предаторси (Централ)      | 100    |
| (8)                        | Колорадо аваланши (Пацифик)      | 95     |

## Распоред и резултати серија
| Четвртфинала конференција (прва рунда) |

| Источна конференција | Источна конференција | Источна конференција | Источна конференција | Источна конференција |
| -------------------- | -------------------- | -------------------- | -------------------- | -------------------- |
| (1)                  | Вашингтон капиталси  | 3-4                  | Монтреал канадијанси | (8)                  |
| (2)                  | Њу Џерзи девилси     | 1-4                  | Филаделфија флајерси | (7)                  |
| (3)                  | Бафало сејберси      | 2-4                  | Бостон бруинси       | (6)                  |
| (4)                  | Питсбург пенгвинси   | 4-2                  | Отава сенаторси      | (5)                  |

| Западна конференција | Западна конференција | Западна конференција | Западна конференција | Западна конференција |
| -------------------- | -------------------- | -------------------- | -------------------- | -------------------- |
| (1)                  | Сан Хозе шаркси      | 4-2                  | Колорадо аваланши    | (8)                  |
| (2)                  | Чикаго блекхокси     | 4-2                  | Нешвил предаторси    | (7)                  |
| (3)                  | Ванкувер канакси     | 4-2                  | Лос Анђелес кингси   | (6)                  |
| (4)                  | Финикс којотси       | 3-4                  | Детроит ред вингси   | (5)                  |

| Полуфинала конференција (друга рунда) |

| Источна конференција | Источна конференција | Источна конференција | Источна конференција | Источна конференција |
| -------------------- | -------------------- | -------------------- | -------------------- | -------------------- |
| (4)                  | Питсбург пенгвинси   | 3-4                  | Монтреал канадијанси | (8)                  |
| (6)                  | Бостон бруинси       | 3-4                  | Филаделфија флајерси | (7)                  |

| Западна конференција | Западна конференција | Западна конференција | Западна конференција | Западна конференција |
| -------------------- | -------------------- | -------------------- | -------------------- | -------------------- |
| (1)                  | Сан Хозе шаркси      | 4-1                  | Детроит ред вингси   | (5)                  |
| (2)                  | Чикаго блекхокси     | 4-2                  | Ванкувер канакси     | (3)                  |

| Финала конференција |

| Источна конференција | Источна конференција | Источна конференција | Источна конференција | Источна конференција |
| -------------------- | -------------------- | -------------------- | -------------------- | -------------------- |
| (7)                  | Филаделфија флајерси | 4-1                  | Монтреал канадијанси | (8)                  |

| Западна конференција | Западна конференција | Западна конференција | Западна конференција | Западна конференција |
| -------------------- | -------------------- | -------------------- | -------------------- | -------------------- |
| (1)                  | Сан Хозе шаркси      | 0-4                  | Чикаго блекхокси     | (2)                  |

| СТЕНЛИ КУП ФИНАЛЕ |                  |     |                      |       |
| (З-2)             | Чикаго блекхокси | 4-2 | Филаделфија флајерси | (И-7) |

| Шампиони 2010.                    |
| --------------------------------- |
| Чикаго блекхокси (четврта титула) |

## Статистика

### Тимови
| Клуб                 | ОУ | П  | И  | ГД | ГП | ГДУ  | ГПУ  | ИВ   | ИМ   |
| -------------------- | -- | -- | -- | -- | -- | ---- | ---- | ---- | ---- |
| Чикаго блекхокси     | 22 | 16 | 6  | 78 | 62 | 3.55 | 2.82 | 22.5 | 83.3 |
| Филаделфија флајерси | 23 | 14 | 9  | 76 | 61 | 3.30 | 2.65 | 21.9 | 85.3 |
| Монтреал канадијанси | 19 | 9  | 10 | 46 | 57 | 2.42 | 3.00 | 16.4 | 84.5 |
| Сан Хозе шаркси      | 15 | 8  | 7  | 41 | 41 | 2.73 | 2.73 | 19.7 | 81.6 |
| Бостон бруинси       | 13 | 7  | 6  | 36 | 37 | 2.77 | 2.85 | 24.4 | 90.0 |
| Питсбург пенгвинси   | 13 | 7  | 6  | 42 | 38 | 3.23 | 2.92 | 26.3 | 72.1 |
| Ванкувер канакси     | 12 | 6  | 6  | 43 | 41 | 3.58 | 3.42 | 22.0 | 68.5 |
| Детроит ред вингси   | 12 | 5  | 7  | 43 | 33 | 3.58 | 2.75 | 21.1 | 81.3 |
| Финикс којотси       | 7  | 3  | 4  | 18 | 26 | 2.57 | 3.71 | 18.2 | 76.5 |
| Вашингтон капиталси  | 7  | 3  | 4  | 22 | 20 | 3.14 | 2.86 | 3.0  | 80.0 |
| Колорадо аваланши    | 6  | 2  | 4  | 11 | 19 | 1.83 | 3.17 | 13.3 | 80.8 |
| Лос Анђелес кингси   | 6  | 2  | 4  | 18 | 25 | 3.00 | 4.17 | 42.3 | 75.0 |
| Бафало сејберси      | 6  | 2  | 4  | 15 | 16 | 2.50 | 2.67 | 0.0  | 72.7 |
| Нешвил предаторси    | 6  | 2  | 4  | 15 | 17 | 2.50 | 2.83 | 3.7  | 82.6 |
| Отава сенаторси      | 6  | 2  | 4  | 19 | 24 | 3.17 | 4.00 | 31.8 | 75.0 |
| Њу Џерзи девилси     | 5  | 1  | 4  | 9  | 15 | 1.80 | 3.00 | 12.5 | 72.4 |

Статистика је преузета са званичног сајта НХЛ лиге.
(Легенда: ОУ-одигране утакмице; П-победе; И-изгубљене утакмице; ГД-дати голови; ГП-примљени голови; ГДУ-просек датих голова по утакмици; ГПУ-просек примљених голова по утакмици; ИВ-реализација играча више; ИМ-одбрана са играчем мање)